# Sycozoa umbellata
Sycozoa umbellata är en sjöpungsart som först beskrevs av Wilhelm Michaelsen 1898.  Sycozoa umbellata ingår i släktet Sycozoa och familjen Holozoidae.
Artens utbredningsområde är Södra Ishavet. Inga underarter finns listade i Catalogue of Life.